# Neil Hannon
Neil Hannon (nascido em 7 de Novembro de 1970) é um cantor e compositor irlandês que criou a banda The Divine Comedy no Reino Unido.

## Discografia (da The Divine Comedy)
- Fanfare for the Comic Muse – Julho de 1990
- Liberation – Agosto de 1993
- Promenade – Março de 1994
- Casanova – Abril de 1996
- A Short Album About Love – Fevereiro de 1997
- Fin de Siècle – Agosto de 1998
- A Secret History... The Best of the Divine Comedy – Agosto de 1999
- Regeneration – Março de 2001
- Absent Friends – Março de 2004
- Victory for the Comic Muse – Junho de 2006
- Bang Goes the Knighthood – Maio de 2010

## Faixas de outros álbuns
- The Cake Sale (coleção) – "Aliens"
- Doctor Who (Trilha Sonora Original de Televisão) (coleção) – "Song for Ten" (cantor)
- Doctor Who (Trilha Sonora Original de Televisão) (coleção) – "Love Don't Roam" (cantor)
- Amélie (coleção) – "Les Jours tristes" (instrumental version) (co-autor)
- L'Absente por Yann Tiersen – "Les Jours tristes" (versão inglesa) (co-autor e cantor)
- O Guia do Mochileiro das Galáxias (coleção) – "So Long and Thanks for All the Fish" (cantor)
- Reload por Tom Jones – "All Mine" (como The Divine Comedy) (cantor)
- Pocket Symphony por Air – "Somewhere Between Waking and Sleeping" (autor e cantor)
- Songs from the Deep Forest por Duke Special – "Our Love Goes Deeper Than This" (cantor)
- Hyacinths and Thistles por The 6ths – "The Dead Only Quickly" (cantor)
- Eleven Modern Antiquities por Pugwash – "Take Me Away" (cantor)
- Punishing Kiss de Ute Lemper – (faixas múltiplas) (autor e cantor)
- Les piqûres d'araignée por Vincent Delerm – "Favourite Song" (faixa dueto)
- A Mãe por Rodrigo Leão – "Cathy" (cantor)
- God Help the Girl por God Help the Girl – "Perfection as a Hipster" Neil Hannon com Catherine Ireton (cantor)